# Zamia standleyi
Zamia standleyi är en kärlväxtart som beskrevs av Schutzman. Zamia standleyi ingår i släktet Zamia och familjen Zamiaceae. IUCN kategoriserar arten globalt som sårbar. Inga underarter finns listade i Catalogue of Life.